# Business Software Alliance

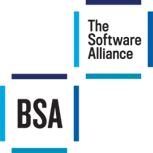
Logo der BSA

Die BSA | The Software Alliance, Inc. (BSA) ist ein 1988 gegründeter internationaler Interessenverband von Softwareanbietern.
Das international tätige non-Profit-Unternehmen mit Sitz in Washington, D.C. vertritt ihre Mitglieder durch Lobbyarbeit in den Bereichen Urheberrecht und lizenzkonformen Handel mit Software. Bis 2012 war ihr Name „Business Software Alliance (BSA)“.
Weltweite Mitglieder der BSA sind Adobe, Apple, Autodesk, Avid, Bentley Systems, Borland, Cisco Systems, Corel, CNC Software / Mastercam, HP, IBM, Intel, Internet Security Systems, Intuit, Macromedia, Microsoft, Network Associates, PeopleSoft, RSA Security, SolidWorks, Sybase, Symantec, Trend Micro, Parametric Technology Corporation, UGS PLM Solutions und VERITAS Software.
Deutsche Mitglieder der BSA sind: AttachmateWRQ, Nemetschek, O&O Software und SAP.

## Aktivitäten
Ein wesentliches Tätigkeitsfeld besteht darin, Unternehmen, die nicht korrekt lizenzierte Software einsetzen, zu identifizieren und rechtlich gegen diese vorzugehen. Seit Oktober 2014 verspricht sie dafür auch in Deutschland Hinweisgebern Belohnungen von bis zu 10.000 Euro. Diese Ankündigung stieß auf Kritik.
Laut Eigenangaben der BSA konnte in Sachen Ermittlung und Verfolgung unlizenzierten Softwareeinsatzes in Deutschland mehr Fälle abgewickelt werden. Die Gesamtzahl der Rechner, die Ziel von BSA-Ermittlungsaktivitäten waren, stieg laut Presseerklärung der BSA von 2.900 auf über 11.000 an. Als Folge wandten sich 2004 in rund 400 Fällen die Strafverfolgungsbehörden an die BSA (2003: 350). Die Zahl der von der BSA abgeschlossenen Fälle habe um rund 190 Prozent zugenommen und liege für 2004 bei 740 (2003: 256).
In Deutschland, Österreich und der Schweiz wird die BSA durch Georg Herrnleben, Direktor Zentral- und Osteuropa geleitet.

## Zweifel an der Strategie der BSA-Mitglieder
Ob diese Verfolgung von Firmen, die nicht korrekt lizenzierte Software verwenden, letztlich tatsächlich zu mehr Umsatz für die Hersteller proprietärer Software führt, ist fraglich. Aus Insiderkreisen ist zu hören, dass die Verunsicherung, die durch die Kampagnen der BSA resultiert, gerade in kleinen und mittleren Unternehmen sehr stark zu einer höheren Akzeptanz ungefährlicher Open-Source-Alternativen führt. Allerdings ist das Hauptanliegen des Branchenverbandes nicht das Marketing seiner Mitglieder, sondern vielmehr die Erschaffung eines legalen Umfeldes, in dem die verschiedenen Lizenzmodelle (darunter auch Open-Source-Modelle, die von einigen großen BSA-Mitgliedern wie IBM vertreten werden) miteinander in fairen Wettbewerb treten können. Die BSA empfiehlt Mitarbeitern von Unternehmen, die Schwarzkopien verwenden, diese anzuschwärzen, weist aber nie darauf hin, dass dies ein Kündigungsgrund sein kann, wenn der Mitarbeiter nicht zunächst vorher seine Dienstvorgesetzten über die illegale Verwendung von Software im Betrieb informiert hat.